# Jihomoravský župní přebor 1996/1997
V soubojích 37. ročníku Jihomoravského župního přeboru 1996/97 (jedna ze skupin 5. fotbalové ligy) se utkalo 16 týmů každý s každým dvoukolovým systémem podzim–jaro. Tento ročník začal v srpnu 1996 a skončil v červnu 1997.

## Nové týmy v sezoně 1996/97
- Z Divize D 1995/96 sestoupilo do Jihomoravského župního přeboru mužstvo FC Kuřim. Mužstvo SK Šlapanice se přihlásilo o dvě soutěže níže do I. A třídy Jihomoravské župy – sk. A 1996/97.
- Ze skupin I. A třídy Jihomoravské župy 1995/96 postoupila mužstva TJ Slovan Břeclav (vítěz skupiny A)[1] a SK Buwol Metal Luka nad Jihlavou (vítěz skupiny B).[2]

## Konečná tabulka
Zdroj: 
| Poř. | Tým                                  | Z  | V  | R | P  | VG | OG | B  |
| ---- | ------------------------------------ | -- | -- | - | -- | -- | -- | -- |
| 1.   | TJ BOPO Třebíč                       | 30 | 21 | 4 | 5  | 58 | 23 | 67 |
| 2.   | TJ Slavoj Velké Pavlovice            | 30 | 20 | 6 | 4  | 64 | 25 | 66 |
| 3.   | FC Sparta Brno                       | 30 | 15 | 8 | 7  | 52 | 31 | 53 |
| 4.   | FC Náměšť nad Oslavou                | 30 | 16 | 3 | 11 | 58 | 45 | 51 |
| 5.   | SK Slavkov u Brna                    | 30 | 14 | 6 | 10 | 47 | 34 | 48 |
| 6.   | TJ Framoz Rousínov                   | 30 | 14 | 4 | 12 | 49 | 46 | 46 |
| 7.   | FC Slavia Třebíč                     | 30 | 13 | 5 | 12 | 39 | 36 | 44 |
| 8.   | SK Tuřany                            | 30 | 11 | 7 | 12 | 41 | 38 | 40 |
| 9.   | TJ Slovan Břeclav (N)                | 30 | 11 | 6 | 13 | 51 | 44 | 39 |
| 10.  | Tatran Brno-Bohunice                 | 30 | 10 | 8 | 12 | 42 | 36 | 38 |
| 11.  | FC Kuřim (S)                         | 30 | 11 | 4 | 15 | 37 | 51 | 37 |
| 12.  | FC Ivančice                          | 30 | 11 | 3 | 16 | 39 | 51 | 36 |
| 13.  | SK Buwol Metal Luka nad Jihlavou (N) | 30 | 8  | 7 | 15 | 33 | 57 | 31 |
| 14.  | RAFK Rajhrad                         | 30 | 9  | 4 | 17 | 28 | 55 | 31 |
| 15.  | FC Pálava Mikulov                    | 30 | 6  | 7 | 17 | 40 | 68 | 25 |
| 16.  | SK Bystřice nad Pernštejnem          | 30 | 6  | 6 | 18 | 27 | 65 | 24 |

Poznámky:
- Z = Odehrané zápasy; V = Vítězství; R = Remízy; P = Prohry; VG = Vstřelené góly; OG = Obdržené góly; B = Body; (S) = Mužstvo sestoupivší z vyšší soutěže; (N) = Mužstvo postoupivší z nižší soutěže (nováček)

|  | Postup do Divize D 1997/98                             |
|  | Sestup do I. A třídy Jihomoravské župy – sk. A 1997/98 |
|  | Sestup do I. A třídy Jihomoravské župy – sk. B 1997/98 |